# A német nyelvű opera története

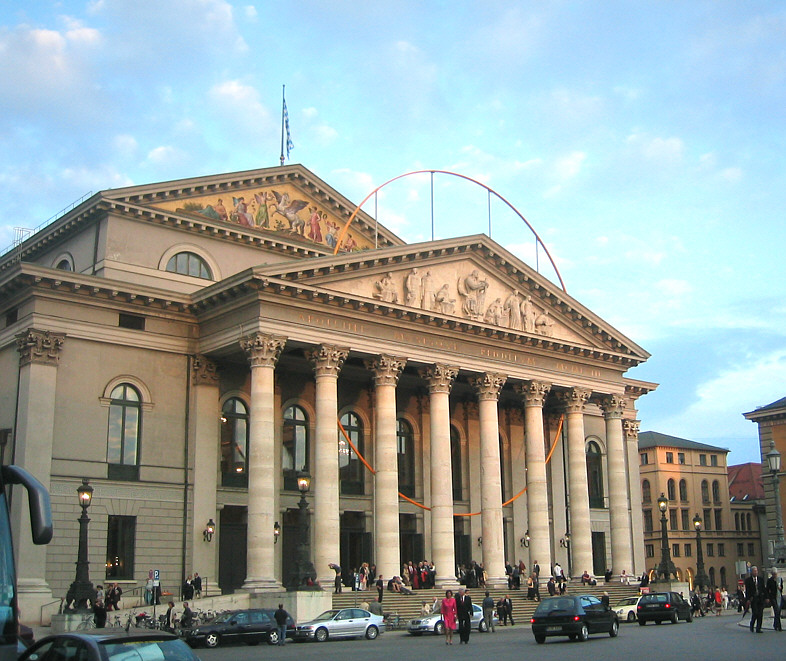
A müncheni Nationaltheater épülete, amely egyúttal a Bajor Állami Opera székhelye is

Az 1821-ben bemutatott A bűvös vadász operáig valójában nem beszélhetünk német operáról, legfeljebb németországi operáról. Ennek egyik fő oka az volt, hogy a 16. századtól kezdődően állandó háborúk, lázadások dúltak német földön. Németország déli részein azonban, az itáliai megjelenését követően nem sokkal, betört az új zene: olasz művészek jelentek meg 1618-ban Salzburgban, 1626-ban Bécsben, 1653-ban Münchenben és 1662-ben Drezdában. Egy nemzeti német opera megteremtéséhez ugyan voltak kezdeményezések, mint például Heinrich Schütz (1585–1672), aki 1627-ben bemutatta a Torgau melletti Hartenfels-kastélyban az első német operát a Dafnét. Ez az opera azonban a firenzei példa mintájára készült.

## A német opera kezdetei

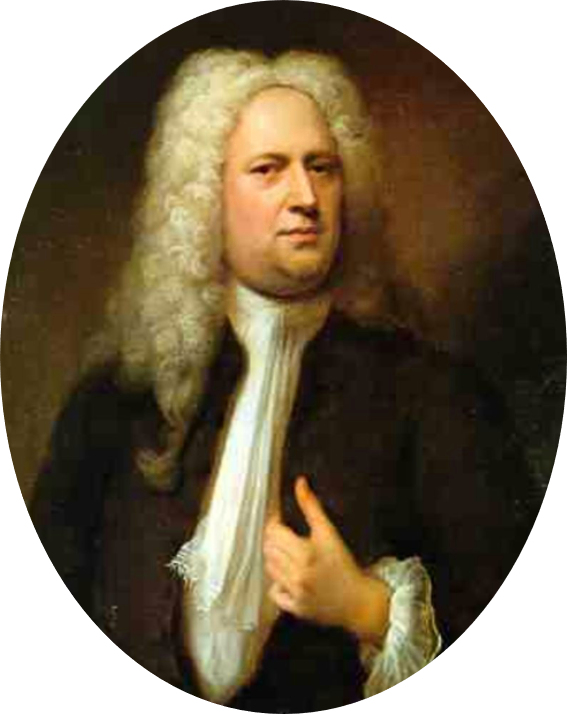
Georg Friedrich Händel 1733-ban, Balthasar Denner festménye

Ausztriában és Németországban sokáig a külföldi, elsősorban olasz zene volt az uralkodó. Drezdában, Stuttgartban és Bécsben tevékenykedő Johann Hesse, Niccolò Jommelli és Antoni Caldara olasz példát követve komponált operát, a nagy librettista, Pietro Metastasio (1698–1782) pedig a bécsi udvar költője volt. Az első helyi művészet megteremtője Heinrich Schütz (1585–1672), 1672-ben komponált, azóta elveszett Dafné című operája volt. A külföldi művészet dominanciájának ellenére az osztrákok és a németek is, az egyébként itáliai színpadi darabok jeleneteiben, a hatás fokozásaként, németül beszéltették és énekeltették is a szereplőket.
Az 1670-es évek végétől, a hamburgi Theater am Gänsemarktban elsősorban német nyelvű, vagy németre fordított darabokat játszottak, így megszületett az operának egy helyi válfaja. Főbb zeneszerzők Johann Mattheson (1681–1764), Georg Friedrich Händel (1685–1759) és Georg Philipp Telemann (1681–1767) voltak.

### A singspiel
A singspiel részben az angol ballada-opera hatására jött létre. Bécsben jelent meg először, a prózát dallal párosította, továbbá számos vígjátéki elemet is tartalmazott. Az előadók többnyire valamennyi énekhanggal is rendelkező színészek voltak, a korai singpiel akár valamilyen korai musicalnak is tekinthető. E műfaj egyik legjelentősebb képviselője Adolph Hiller (1728–1804) volt.

## Gluck, a nagy újító

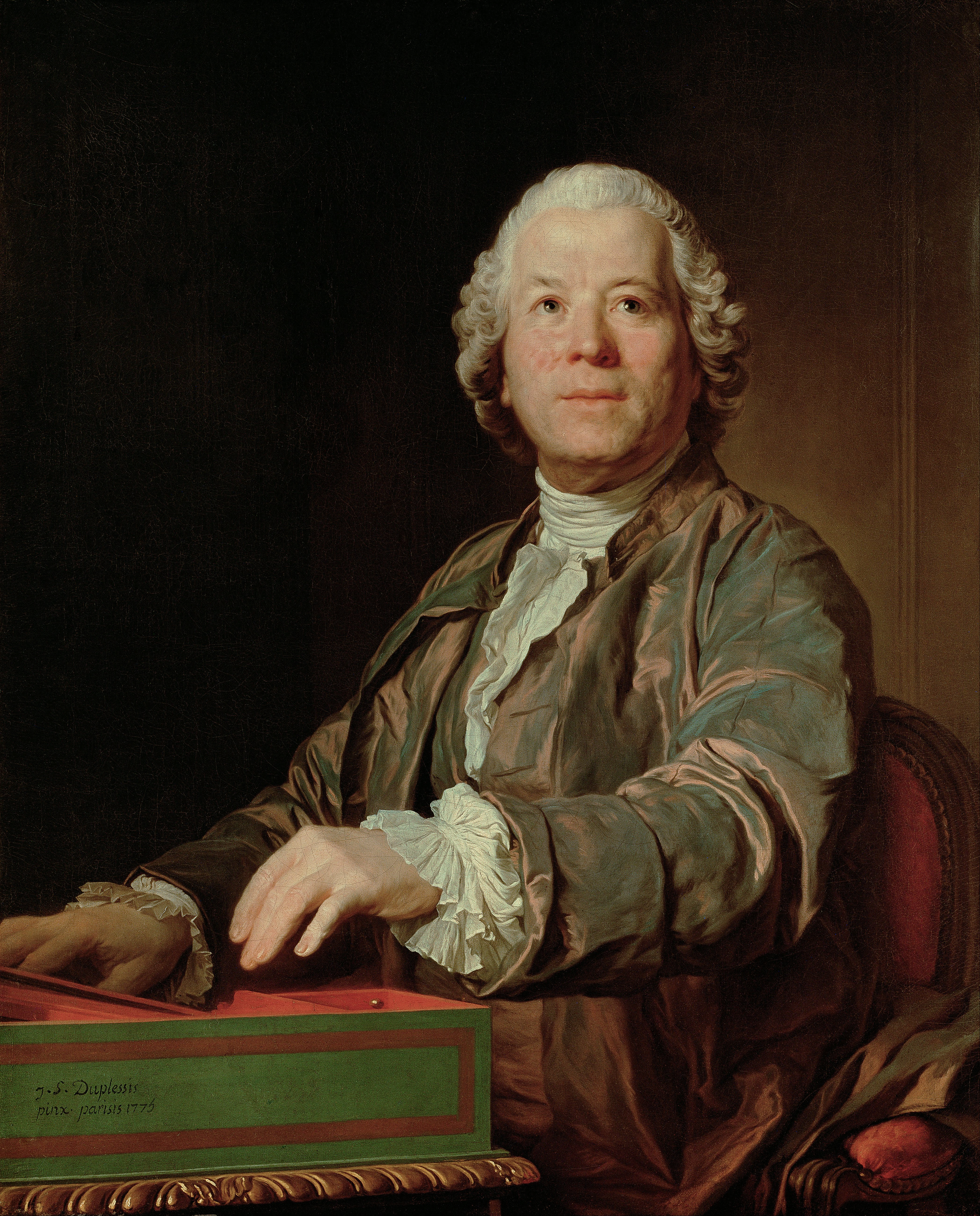
Gluck spinétje mellett, Joseph Duplessis festménye 1775-ből

Gluck operaírói pályafutását Itáliában kezdte (1741–1745), innen Angliába, Londonba utazott ahol gyakorlatilag megbukott (1745–1746) majd egy pár év kóborlás után 1752-ben Bécsben telepedett le. Itt nyolc operát is írt, azonban ismertté a forradalmian új balettzenével, a Don Juan nal (1761) vált. Ebben a műben a hagyományos táncos szórakozást a drámai cselekményes balett váltotta fel. Ugyancsak Gluck volt az aki felismerte, hogy főként azon a korabeli szokáson kell változtatni, hogy egy zenedarabot egy bizonyos énekesnek írjanak. Ez ugyanis azt jelenti, hogy az énekes pályafutásának a vége, az adott darab végét is jelenti. Gluck első lépése a kasztráltak és primadonnák egyeduralma ellen a librettó megreformálásában valósult meg. E reform végrehajtásában Ranieri de’ Calzabigi költő volt a társa. Első reformoperájuk Orfeusz és Euridiké (1762) volt. Később számos más operákat is írtak, a legismertebb és egyben a Gluck munkásságának a csúcspontja Iphigénia Tauriszban című mű (1779) volt.

## Mozart
Amikor Gluck dicsősége teljében visszavonult Bécsbe, ugyancsak ott jelent meg az élet és művészet egységének halhatatlan egyénisége: Mozart (1756–1791). Élete rövid volt, akár egy üstökös jelent meg, fényes, szédítő pályát futott be, majd, ahogy jött úgy el is tűnt. Bár élete rövid volt, csupán harmincöt év, művészete az egyik legragyogóbb volt az összes addig élt zeneszerzők között.
Mozart több operát is írt, azonban csak négy lett igazán híres: a Lorenzo de Ponte (1749–1838) librettóira komponált Figaro házassága, Don Giovanni és Così fan tutte valamint Emanuel Schikaneder (1751–1812) librettójára A varázsfuvola darabja. Kevésbé híres operái: Szöktetés a szerájból, Idomeno, Lucio Silla, Mithriadész, A pásztorkirály és Mozart utolsó operája a Titus kegyelme (1791-ben fejezte be).

## Haydn és Beethoven

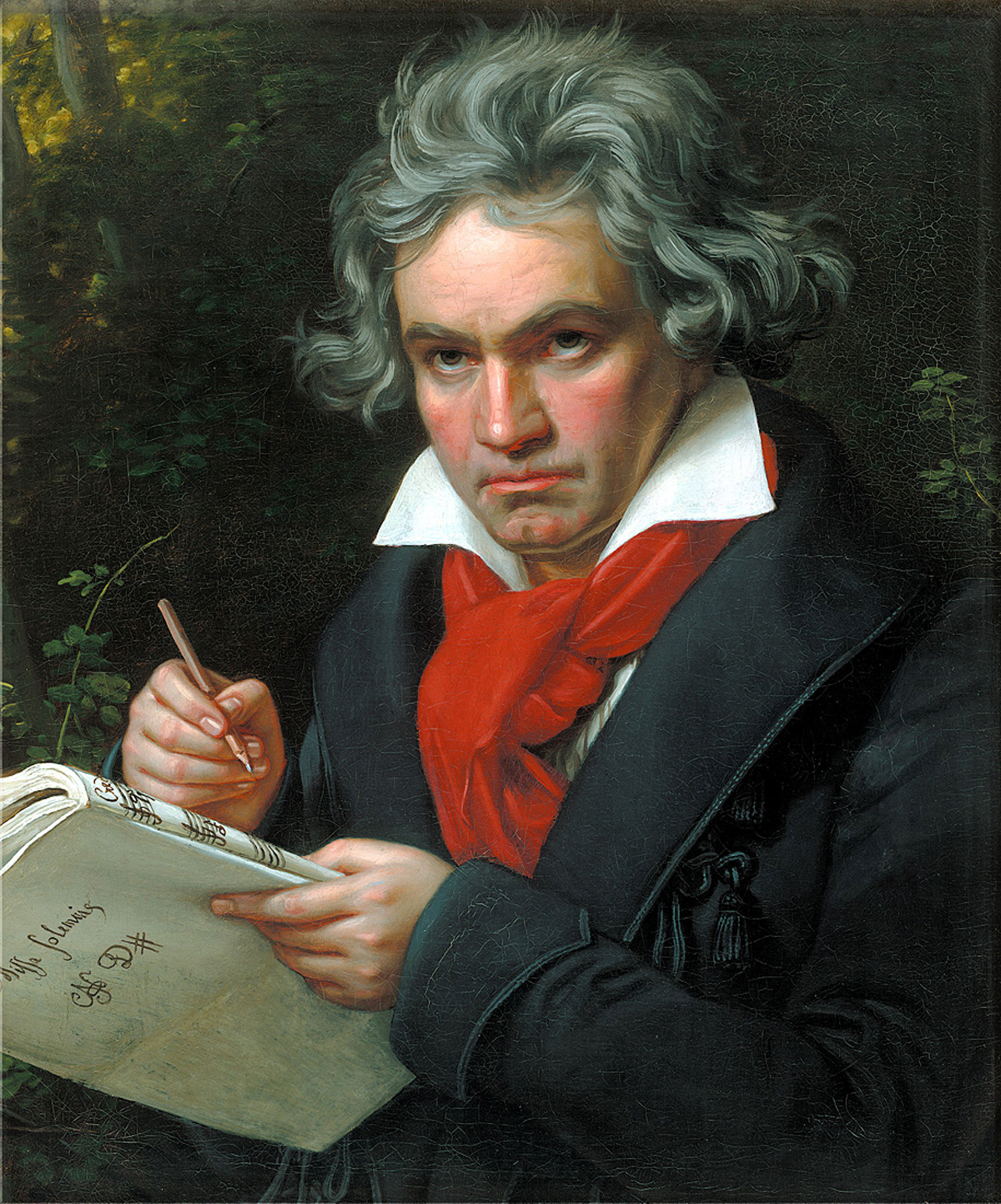
Ludwig van Beethoven (1770–1827)

Haydn és Beethoven munkássága főként a szimfonikus és kamarazene területére esik. Haydn otthonülő ember volt, aki a biztonságot és az állandóságot mindennél jobban szerette. Ezt a biztonságot biztosította neki az Esterházy család Eszterházán (ma Fertőd) valamint Eisenstadtban található kastélyokban. Műveit, köztük több operát is, főként a pártfogó család megrendeléseire írta. Kevés operáját játsszák manapság. Néhány ismertebb operája: Aki hűtlen pórul jár, A váratlan találkozás, Élet a Holdon, A megjutalmazott hűség, Armida. A legismertebb operáját az Orfeusz és Euridikét Londonban komponálta 1791-ben.
Beethoven egy operát írt: a Fideliót. Pályafutása során a Fidelót azonban Beethoven háromszor is átdolgozta 1805 novemberében, 1806 májusában és végül 1814 májusában.

## Romantikus opera
A 19. század elején főként Novalis, Schelling és Ludwig Tieck munkásságának köszönhetően beköszöntött a romantika. A romantika a művészetek egészére, így az operára is, nagy hatást gyakorolt.
A 19. század német operája Északról húzódott Dél fele. Az első nevezetes évszám a német romantikus opera történetében, 1816. Ekkor mutatták be Berlinben E. T. A. Hoffmann (1776–1822) Udinéjét és Prágában Louis Spohr Faustját. A romantikus opera másik nagy mestere Carl Maria von Weber, a nemzeti daljáték megteremtője és betetőzője volt. Weber nevéhez fűződik az operaelőadások egységes, zavartalan lebonyolítását segítő, pontos rendezői utasításokkal ellátott zongorakivonatok készítése és az operaismertetők bevezetése. Ugyanakkor őt tekintjük az első modern operakarmesternek és rendezőnek. Ugyancsak 19. századi romantikus operaszerző volt Albert Lortzing (1801–1851) és Heinrich Marschnerre (1795–1861). Általában őt tartják Weber szellemi örökösének, aki ezt a hagyatékot átadja Richard Wagnernek.
Werber, Marschner és Lortzing, a három német ihletésű zeneszerző mellett két idegen hatásokat beolvasztó komponista emelkedett ki a romantikus német opera soraiból: az olasz iskolázottságú Otto Nicolai (1810–1849) és a francia képzettségű Friedrich von Flotow (1812–1883).

## Wagner
Bővebben: Richard Wagner

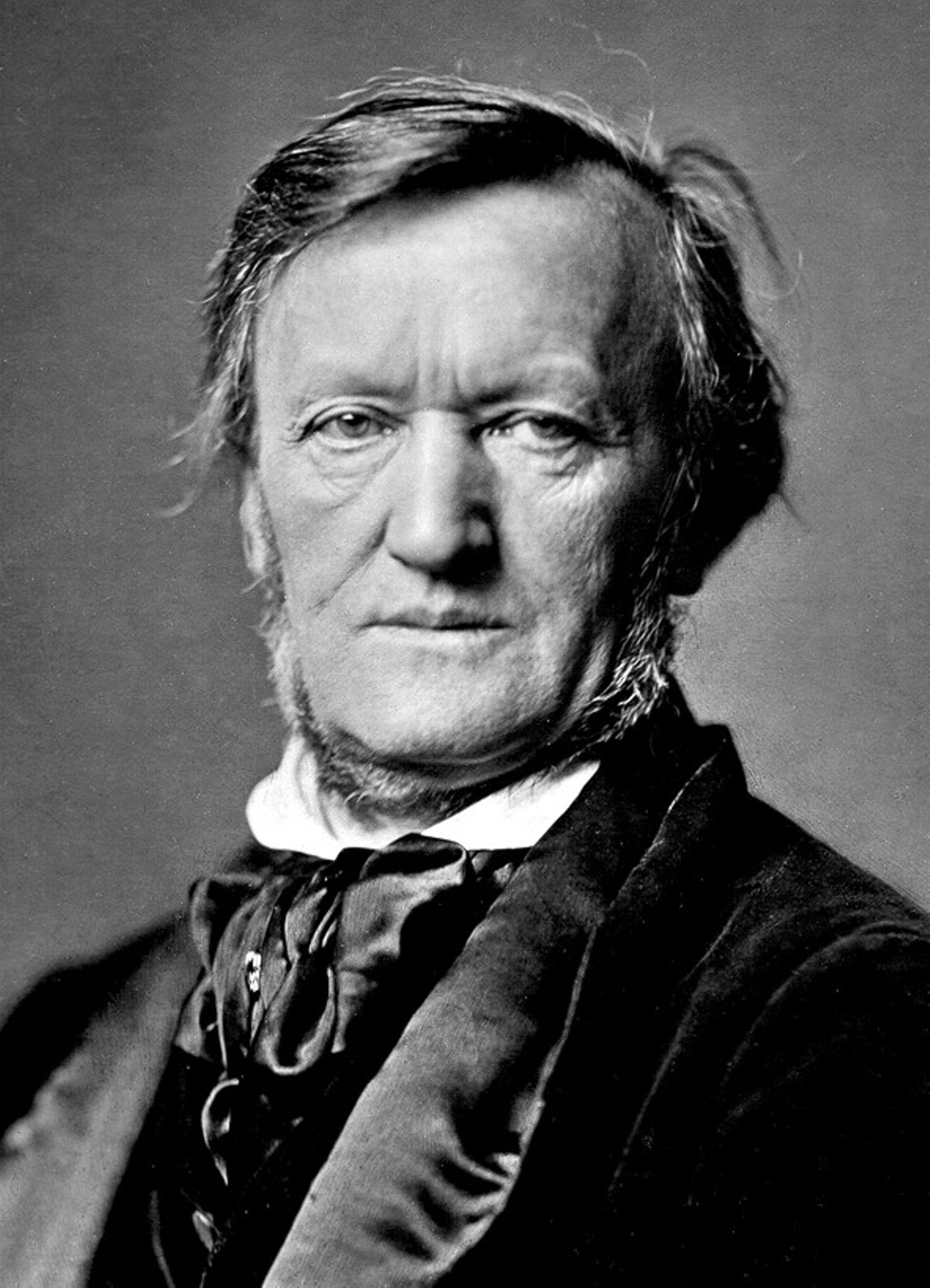
Wagner 1865-ben

Mozart és Verdi mellett az opera történetének legkimagaslóbb alakja, Monteverdi és Gluck mellett a zenés színpad egyik legjelentősebb reformátora Richard Wagner volt (1813–1883). Költő, komponista, karmester és zeneíró a romantika „összművész” típus megszemélyesítője. Törekvése az volt, hogy szintetizálja mindazokat a művészeti ágakat, amelyek a dalszínházi hierarchiában addig egymás ellenében keresték a helyüket.
Wagner számára az opera hitvallás volt, melynek szentséges szertartásait a legkisebb részletekig be kell tartani. Librettóit maga írta, ő rendezte a saját produkcióit, a díszleteket is ő tervezte. Két új hangszínt is bevezetett a hősszopránt és a hőstenort. Elítélte a zárt szólamokból álló operát – az olasz „koncert”-operát éppúgy mint a francia nagyoperát. Az opera tárgyválasztásáról a következőt mondta: „Valójában általános és nemes hatású csak olyan opera lehet, amelyet a közönség minden egyes tagja az általános, közös emberi szemlélettel szív fel magába.” Ez szerinte egyedül a klasszikus görög drámában valósult meg. A librettókat elítélte a szövegismétlés miatt, saját érett műveiben kerülte a szóismétléseket. A zenekarnak sokkal nagyobb jelentőséget tulajdonított mint az olasz komponisták, úgy gondolta, hogy az operaforma teljes egységének megvalósítása elsősorban a zenekar révén érhető el. Ennek a feladata, hogy a költői szándékot „szünet nélkül” éreztesse. Ennek megvalósításához segítséget a vezérmotívumok rendszerének bevezetése nyújtott.

## A romantika alkonya
A Wagner utáni zeneszerzők műveinek dallamai szabatosabb, pikánsabb és humorosabb hangzás fele hajlottak. Ismertebb operaszerzők ebből a korszakból: az egyik legismertebb német daljáték A bagdadi borbély szerzője Peter Cornelius (1824–1874), és a Shakespeare művéből készült Makrancos hölgy című opera szerzője Hermann Götz (1840–1876), Wilhem Kienzl (1857–1941), Hugo Wolf (1860–1903), Eugen d’Albert (1864–1932).
E kor legnagyobb zenei alakja Richard Strauss volt. Ő volt az egyetlen aki zseniális érzékkel felismerte, melyek a wagneri zenedráma továbbfejleszthető elemei, s határozottan elfordult mindattól amiben Wagner már kimondta az utolsó szót. Strauss művészetének csúcsát – szimfonikus költeményei, különösen a Don Juan és a Till Eulenspiegel mellett – a század első évtizedeiben írt három operája, a Salome, az Elektra és A rózsalovag jelentik.

## 20. századi német nyelvű operája

### Entartete Musik
A 20. század elején a komponisták fellázadtak a romantika szónokias pátosza, érzelmi túlfűtöttsége ellen és szakítottak Wagnerrel is. Több irányzat is született, melynek egyetlen közös vonása a romantika tagadása volt és egyes gondolati elemek előtérbe helyezése.
Arnold Schönberg (1874–1951) célja az volt, hogy a zenét megszabadítsa a korlátaitól. Megteremtette a tizenkétfokú kompozíciós technikát, mely a hangrendszer teljes kihasználásának és a variáción alapuló tematikus szervezettségnek az elvén épül. A tizenkét egyenrangú félhangból álló hangrendszer, a dodekafónia, megszüntette a dúr-moll sok évszázados egyeduralmát. Így értelmét vesztette a hangnem, a harmónia fogalma. Schönberg reformját, tanítványa Alban Berg (1885–1935) vitte tovább, egyetlen befejezett operájában a Wozzeckben.
Miközben kialakult az új bécsi iskola, Paul Hindemith (1895–1963),Kurt Weill (1900–1950), Ernst Krenek (1900–1991) valamint további német nyelvű zeneszerzők megpróbáltak a saját elképzeléseik szerint operát írni. Weill és Krenek vezette be az opera színpadára először a dzsesszt. Hindemith az 1920-as években a Stravinsky és mások által hirdetett neoklasszikus gondolkodás híve lett. Leghíresebb operája az 1935-ben befejezett Mathis a festő, a festőművész életútját követő mű, amely egyúttal a művész a társadalomban betöltött helyéről is szól, arról, hogy mekkora bátorság kell ahhoz, hogy egy ember magához hű maradjon. A darabot a fasiszta német hatóságok betiltották, Hindemith pedig elhagyta Németországot.
A modern operairodalom másik két jellegzetes alakja a Carmina Burana (1937) opera szerzője Carl Orff (1895–1982) és Werner Egk (1901–1983). A fiatalabb nemzedék kimagasló szerzői közül: Berd Alois Zimmermannt (1918–1970) és Hans Werner Henzet (1926–) említhetjük meg.